# 판자위안역
판자위안역(중국어: 潘家园站)은 중국 베이징시 차오양구 판자위안 가도 동3환남로·판자위안로·쑹위 북로 교차로에 위치한 베이징 지하철 10호선의 지하철역이다. 2012년 12월 30일 10호선 2단계 개통과 함께 개장하였다.

## 위치
판자위안역은 판자위안로 - 쑹위 북로(동서 방향)와 동3환남로(남북 방향)가 교차하는 판자위안차오 남서쪽에 위치하며 남북 방향으로 배치되어 있다.

## 역 구조
판자위안역은 1면 2선 섬식 승강장 설계를 갖춘 지하 2층(일부 3층) 4경간 프레임 구조의 역사로, 역사의 주요 구조는 길이 197m, 폭 30.2 ~ 31.6m이며, 2층 층수는 17.4m이다. 3층 바닥의 깊이는 25.86m, 흙의 두께는 3m이다.
역 근처 판자위안 벼룩시장의 문화적 분위기와 조화를 이루기 위해 역 장식은 '문화 꽃'으로 지정하였다. 역사는 파란색과 회색 톤을 채택하고 기둥은 호형(弧形)으로 천장과 연결되어 꽃병 모양을 구성한다.
| 지면층             | 출입구                          | A－C출입구                          |
| 지하 1층 대합실 층 | 대합실                          | 고객 센터, 자동 매표기, 출입 게이트 |
| 지하 2층 승강장    | ←                               | ■ 10호선 외선 순환 (진쑹)           |
| 지하 2층 승강장    | 섬식 승강장, 왼쪽 출입문이 열림 |                                     |
| 지하 2층 승강장    | →                               | ■ 10호선 내선 순환(스리허)          |

### 대합실
판자위안역 대합실은 지하 1층에 위치해 있으며, 대합실 서쪽에는 '레타오 베이징《乐淘北京》'이라는 제목의 예술 벽화가 있다.

### 승강장
판자위안역은 동3환남로의 서쪽 지하에 섬식 승강장이 설치되어 있고, 승강장 층에는 승강장과 대합실을 연결하는 에스컬레이터가 4개 있다. 승강장 중앙에도 승강장 층으로 연결되는 에스컬레이터와 계단이 있다.

## 출구
판자위안역에는 4개의 출입구가 있으며, 그 중 출구 A는 판자위안차오 북서쪽 모퉁이의 동3환남로 보조 도로 서쪽에 있고, 판자위안로 출구 북쪽에는 직선형 엘리베이터가 있다. B는 판자위안차오 남서쪽 모퉁이에 위치하며, C1 출구는 판자위안차오 남쪽에 위치하고 동3환남로 보조 도로 서쪽에 위치하며 남쪽 C2 출구는 지하 통로 서쪽 끝에 위치한다.
|                                          |                       | |      |             |
| 출구                                     | 지시                  | 출구 인근 | 사진 | 무장애 시설 |
| 出口 · A                                 | 동3환보로(东三环辅路) | 동3환남로(东三环南路) 서측, 화웨이 북리(华威北里), 판자위안 안경 도시(潘家园眼镜城), 판자위안 고대 도시(潘家园古玩城)                                      |      |             |
| 出口 · B                                 | 판자위안로(潘家园路)  | 판자위안로(潘家园路) 남측, 판자위안 벼룩시장(潘家园旧货市场)                                                                                               |      | 빈칸        |
| 出口 · C · 1                             | 东三环辅路            | 东三环南路（西侧）、恒源祥大厦 |      | 빈칸        |
| 出口 · C · 2                             |                       | 동3환보로(东三环辅路) 서측, 펭룽 빌딩(鹏龙大厦), 광시 빌딩(广西大厦), 베이징 허난 빌딩(北京河南大厦), 베이징 차오양구 모자보건병원(北京市朝阳区妇幼保健院) |      |             |
| 아이콘 설명: 엘리베이터 \| 휠체어 리프트 |                       | |      |             |